# Ebba Munsterhjelm
Ebba Maria Munsterhjelm, född Pontán 30 mars 1888 i Helsingfors, död där 18 juni 1972, var en finländsk skolledare.
Munsterhjelm var dotter till sjökaptenen assessor Johan Adolf Pontán och Onni Viktoria Snellman samt syster till läraren Einar Pontán. Ebba Munsterhjelm blev student 1906 och filosofie kandidat 1913. Hon var yngre lektor i Svenska flickskolan i Helsingfors (Arken) 1921–1957 och dess rektor 1944–1957. Hon var byråchef vid Mannerheims barnskyddsförbunds utskott för barntransporter till Danmark 1941–1944, ordförande i styrelsen för läroverkets centralträdgård och Scouternas ideella råd 1959 samt viceordförande i föreningen Danmarks barn. Hon ingick 1911 äktenskap med äldre lektorn Gustaf Richard Munsterhjelm (1876–1928). Paret fick sönerna Anders Leopold (1914–1989) och Johan Riggert (1917–1942).